# Saint-Jean-le-Centenier
 Saint-Jean-le-Centenier  là một xã ở tỉnh Ardèche, vùng Auvergne-Rhône-Alpes ở đông nam nước Pháp.